# Blue Bell Knoll
| Оценки критиков               | Оценки критиков |
| Источник                      | Оценка          |
| ----------------------------- | --------------- |
| AllMusic                      | [ 3 ]           |
| Drowned in Sound              | 10/10           |
| The Great Rock Discography    | 7/10            |
| Pitchfork Media               | 8.3/10          |
| The Rolling Stone Album Guide | [ 7 ]           |
| The Village Voice             | C+              |

Blue Bell Knoll — пятый студийный альбом шотландской группы Cocteau Twins, вышедший 19 сентября 1988 года.
Альбом достиг позиции № 15 в британском чарте UK Albums Chart, став третьим для группы диском попавшим в UK Top-40 album, где находился 4 недели.

## Об альбоме
Название альбома происходит от имени гор Bluebell Knoll в США (штат Юта).
Журнал Consequence of Sound описывал стиль музыки диска как дрим-поп. Альбом получил положительные отзывы музыкальных критиков: AllMusic, Drowned in Sound, Pitchfork Media, The Rolling Stone Album Guide. Blue Bell Knoll был назван изданием Pitchfork Media одним из лучших альбомов (на позиции № 81) всех 1980-х годов, описывая его стиль как возвращение к музыке и духу их лучшего диска Treasure. Журнал NME также позитивно оценивая эту новую работу, назвал Blue Bell Knoll одним из лучших дисков 1988 года, поместив его на позицию № 33 в их списке Albums of the Year 1988.

## Список композиций
Слова и музыка всех песен — Элизабет Фрейзер, Робин Гутри, Саймон Рэймонд.
| №                   | Название                      | Длительность |
| ------------------- | ----------------------------- | ------------ |
| 1.                  | «Blue Bell Knoll»             | 3:24         |
| 2.                  | «Athol-Brose»                 | 2:59         |
| 3.                  | «Carolyn's Fingers»           | 3:08         |
| 4.                  | «For Phoebe Still a Baby»     | 3:16         |
| 5.                  | «The Itchy Glowbo Blow»       | 3:21         |
| 6.                  | «Cico Buff»                   | 3:49         |
| 7.                  | «Suckling the Mender»         | 3:35         |
| 8.                  | «Spooning Good Singing Gum»   | 3:52         |
| 9.                  | «A Kissed Out Red Floatboat»  | 4:10         |
| 10.                 | «Ella Megalast Burls Forever» | 3:39         |
| Общая длительность: | Общая длительность:           | 35:17        |

## Участники записи
- Элизабет Фрейзер — вокал
- Робин Гутри[англ.] — гитара
- Саймон Рэймонд[англ.] — бас-гитара